# Báróczi Sándor
Báróczi Sándor (egyéb névalakjai: Báróczy Sándor vagy Bárótzi Sándor) (Ispánlaka, 1735. április 11. – Bécs, 1809. december 24.) magyar királyi testőr, író; a testőrírók közé tartozott.

## Élete
Erdélyi református nemesi családból származott, apja, Báróczy Sándor megyei adószedő volt. Iskoláit a nagyenyedi református kollégiumban végezte, majd Nagyszebenben az erdélyi kancelláriánál nyert alkalmazást. Miután Mária Terézia fölállította a magyar testőrséget, őt is beválasztották, és 1760. szeptember 20-án fölesküdött. Bécsben Barcsay Ábrahám és Bessenyei György társaságában ő is a magyar irodalom fellendítésén munkálkodott. Később alkímiával kezdett foglalkozni, és minden szabadidejét erre fordította. 1790. november elején főstrázsamesteri (őrnagyi) rangra emelték, 1806. július végén pedig mint a magyar testőrök ezredese vonult nyugalomba. Erdélyt Bécsbe költözése után nem látogatta többé. 
Kazinczy Ferenc említi egy francia nyelvű alkímiai művét és két magyar nyelvű munkáját.
Korának kiemelkedő prózafordítója és stílusreformátora volt, elsősorban franciából fordított. Első munkája Calprenède (Gautier de Costes de La Calprenède) nagy terjedelmű francia regényének, a Kasszándrának kivonatos fordítása volt. A heroikus regény franciás fordulatokkal, bókokkal, hosszú és finomkodó beszélgetésekkel van tele. Ennek a mesterkélt stílusnak magyarra átültetése túl nagy feladat volt: Báróczi Sándor tizenöt év alatt készült el vele.
Második fordítása, Jean-François Marmontel Erkölcsi meséi (Contes moraux) már könnyebben ment, ennek stílusa is egyszerűbb volt. Ez a fordítás sikerültebb az előzőnél. Hasonló kellemességű elbeszélő stílus addig nem mutatkozott a magyar irodalomban. Báróczi Sándor mint szóújító óvatos volt, de annál szabadabban mozgott a korabeli szókincs használatában és a franciás mondatszerkezetek átültetésében. Munkáival jelentősen gazdagította a magyar stílust, és ez kiemelt helyet biztosít számára a régi magyar fordítók sorában.

## Művei
- Kassándra. Calprenede után. Bécs, 1774, hét kötet (2. kiadás. Pest, 1793–94)
- Erkölcsi mesék. Franciából ford. Marmontel után. Bécs, 1775 (2. kiadás. Pest, 1785)
- Erkölcsi levelek (Dusch után) Bécs, 1775 (2. kiadás. Pest, 1786, mindkettő 3. kiadásban: Minden munkái VIII. k. Pest, 1814)
- Barátaimhoz, verses levél Bessenyei György Társaság-ában (Bécs, 1777)
- A védelmeztetett magyar nyelv. Bécs, 1790 (hazafias felszólalás a magyar nyelv jogaiért, egyetlen eredeti prózai munkája)
- Kassandra, mellyet frantziából fordított Bárótzi Sándor, 1-3.; [Gauthier de Coste de La Calprenéde]; Trattner Mathyas, Pest, 1793-1794
- A sáros, egészségtelen s haszonvehetetlen vizek jobbításáról, s iható tételéről. Báró Linden Miksa után németből. Bécs, 1794
- A mostani Adeptus vagyis a szabad kőmivesek valóságos titka. Franciából ford., Bécs, 1810
- Teremtőhöz való fohászkodás (hely és év nélkül)
- Amalia történetei, melyeket a szép nemnek ajánlva, testamentománál fogva kiadatni rendelt. Ford. németből. Bécs, 1810
- Minden munkái. Pest, 1813–14 (8 kötetben Kazinczy Ferenc által kiadva a szerző arcképével és életrajzával)
- Baróczy Sándor feljegyzései a magyar nemesi testőrség életéből 1760-1800-ig; összeáll. 1829-ben Krudy Ferenc, ford. K. László József; Hadilevéltár, Bp., 1936
- Erköltsi mesék, mellyeket frantziából fordított Bárótzi Sándor; in: Érzelmes históriák. Válogatás a magyar szentimentalizmus korának kedvenc olvasmányaiból;  vál., szerk., jegyz., utószó Lőkös István; Magvető,Bp., 1982 (Magyar hírmondó)
- A védelmeztetett magyar nyelv; előszó, jegyz. Szigethy Gábor; Magvető, Bp., 1984 (Gondolkodó magyarok)
- A mostani Adeptus vagyis A szabadkőmívesek valóságos titka; ford. Bárótzi Sándor, ill. Banga Ferenc, Szemethy Imre; ELTE Historia Litteraria Alapítvány–Képes Próza Tár, Bp., 1997 (Képes próza tár)
- Levelei Kazinczyhoz (Figyelő V. 124. és Kazinczy Ferenc Levelezése I. 76. 238. I.)
- Révaihoz írt levele (keltezés nélkül, a Magyar Nemzeti Múzeumban)